# Teofilatto di Ocrida
Teofilatto di Ocrida (in greco medievale: Θεοφύλακτος; in bulgaro Теофилакт?) (Eubea, 1050 – Tessalonica, 1109 circa) è stato un insegnante, scrittore e teologo bizantino.
Fu un precettore vissuto a Costantinopoli nell'XI secolo alla corte di Alessio I Comneno.
Su di lui abbiamo poche notizie, desumibili dalle sue opere.

## Biografia
Originario di un'isola dell'Euripe, condusse i suoi studi a Costantinopoli sotto la guida di Michele Psello. Ciò è indizio che Teofilatto proveniva da famiglia agiata: non era infatti possibile a tutti sostenere le considerevoli spese dell'istruzione e del soggiorno nella capitale bizantina. Esercitò la professione di insegnante di retorica prima di diventare precettore di Costantino Ducas, figlio dell'imperatore bizantino Michele VII Ducas ed associato al trono di Alessio I Comneno. Nel 1078 fu nominato arcivescovo di Ocrida. 
I suoi scritti testimoniano gli orientamenti pedagogici che vigevano al tempo dei Comneni. Secondo Teofilatto, il "didaskalos" comunica ai discepoli il frutto del proprio pensiero come guida spirituale. L'essenza dell'insegnamento non viene impartita dall'alto della cattedra, ma scaturisce dalla vita comune che unisce il maestro ai suoi discepoli e che impone la conoscenza attraverso l'esempio. Questo tipo di educazione ha come fine precipuo la formazione dell'uomo completo, in quanto corpo e anima, sensibilità, ragione, carattere e spirito. Per Teofilatto il "didaskalos" tende a insegnare, più praticamente che teoricamente, un ideale etico o meglio uno stile di vita appropriato alla realizzazione di tale ideale.
Nel suo trattato Allocutio de iis quorum Latini incusantur (1090 ca.), Teofilatto attacca i suoi correligionari di rito greco per l'improvvida ostilità espressa verso i loro confratelli di rito latino, di cui peraltro criticava senza ambiguità la posizione riguardante il preteso primato del papa di Roma, Patriarca d'Occidente per la Chiesa greca, e la loro idea di Trinità (la dibattuta e lacerante questione del Filioque). 
Ci lasciò molti importanti scritti sacri, tra cui un'apprezzata esegesi dei quattro Vangeli canonici, una serie di omelie, e una biografia del vescovo e scrittore paleoslavo Clemente di Ocrida e di tutti i Sette santi della Chiesa ortodossa bulgara.
Negli ultimi anni della sua vita si trasferì a Tessalonica, dove morì.
Proclamato Santo, la Chiesa ortodossa lo celebra il 31 dicembre.

## Galleria d'immagini

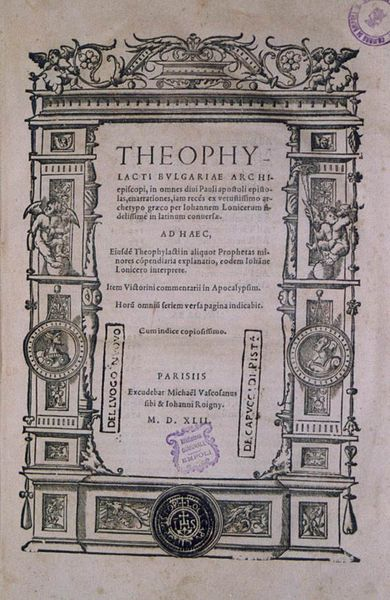
Pagina di una traduzione latina dei commentari biblici di Teofilatto di Ocrida (XVI sec.)
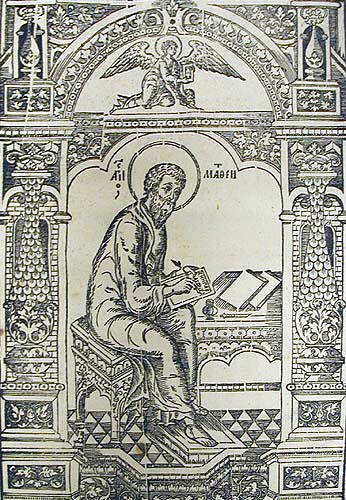
Immagine di Teofilatto di Ocrida
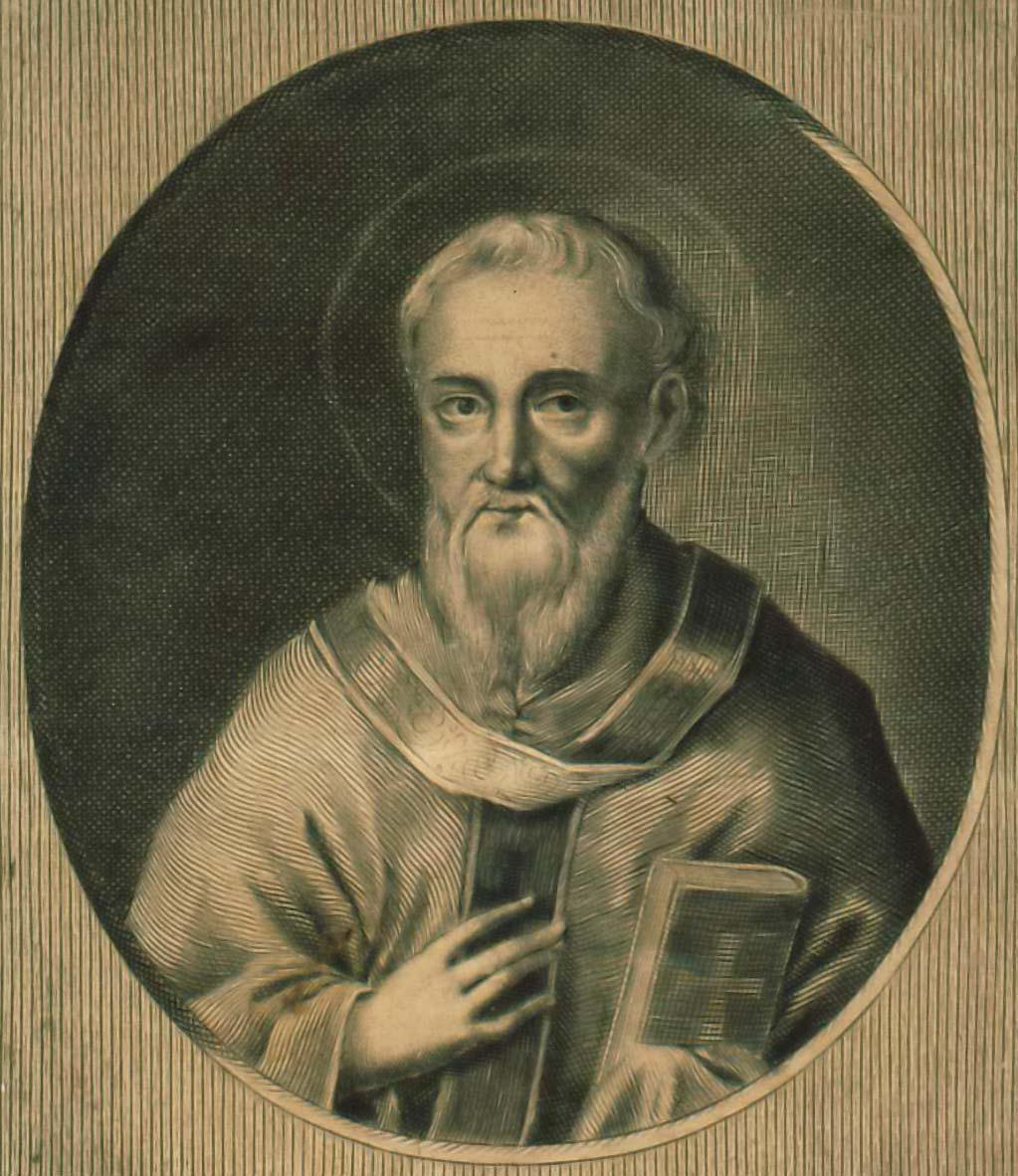
Immagine di Teofilatto di Ocrida
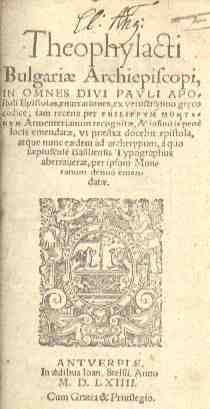
Pagina di una traduzione latina dei commentari biblici di Teofilatto di Ocrida (1564)